# Duo A&K
Duo A&K（デュオ・エーアンドケー）は、生田敦子（いくた あつこ）と生田惠子（いくた けいこ）の姉妹による日本のクラシックピアノデュオ。
連弾や2台ピアノの演奏を中心に国内外で幅広く活動を行い、リサイタル、室内楽、交響楽団と共演などクラシック音楽、連弾の普及を行う。

## 略歴
2003年、チューリッヒ芸術大学教授コンスタンチン・シェルバコフの推薦により、生田敦子と生田惠子によってスイスにて結成。
その後、ジュネーヴ州立高等音楽院入学試験での演奏を聴いた学校長の特別推薦により、音楽院初のピアノデュオ特別コースが新設され、正規のピアノデュオとなる。
ジュネーヴ州立高等音楽院にてスイス演奏家国家資格を取得。
イブラ国際ピアノコンクールでの入賞、及びラフマニノフ特別賞受賞をきっかけに活動の幅を広げ、連弾や2台ピアノでの演奏活動を行う。
2023年、結成20周年記念リサイタルを開催。世界初演となる、ヨハン・シュトラウス2世のポルカ「雷鳴と電光」のオリジナル連弾編曲版を披露した。

## メンバー
- 生田 敦子[2]
  - 早稲田大学卒業後、リーター財団、フォントーベル財団奨学金を受け、チューリッヒ芸術大学及びジュネーヴ州立高等音楽院にて演奏家修士課程を修了。
  - チマローザ国際ピアノコンクール（イタリア）第3位及びチマローザ賞受賞。
  - 神奈川フィルハーモニー管弦楽団、イェーナ交響楽団（ドイツ）、ルーマニア国立ジョルジュ・エネスコ交響楽団と共演。ソリスト、室内楽ピアニストとして欧米各地で数々の音楽祭やコンサートシリーズに出演。

- 生田 惠子[2]
  - 東京学芸大学音楽教育課修士課程修了後、フォントーベル財団奨学金を受け、チューリッヒ芸術大学、ジュネーヴ州立高等音楽院にて室内楽課程修了、演奏家国家資格取得。
  - 神奈川フィルハーモニー管弦楽団、イェーナ交響楽団、ジョルジェ・エネスク・フィルハーモニー管弦楽団、フェーグシュ弦楽四重奏団、等と共演。
  - ニーダーザクセン・ノルトホルン音楽祭、エンガディン音楽祭、フラウエンフェルト音楽祭など、国内外で数々の音楽祭、コンサートシリーズに出演。

## 活動
国内外で、連弾や2台ピアノの演奏を中心に演奏会を行い、声楽家や器楽奏者との共演も行う。オリジナル連弾編曲など新たなレパートリーの開拓も行っている。
また、海外アーティストとの共演や飲み放題付きのコンサートシリーズ等、独自の演奏会企画を実施する。
YouTubeチャンネルにて演奏動画や作品解説を公開し、100日間連続で動画をアップロードし続ける「連弾動画100本ノック」、ライブ配信等200曲以上の連弾動画を公開した。
横浜市戸塚区にて「A&Kピアノ教室」を主宰し、初心者から上級者まで幅広い年齢層を対象にピアノ指導を行う。
動画添削やオンラインレッスン、音楽講座、ミニコンサートなども開催し、地域や全国の音楽愛好家とつながる場を提供。
べーテン音楽コンクール、日本クラシック音楽コンクールなどの審査員も務め、後進の育成にも力を注いでいる。

### コンサート・出演
- デュオリサイタルツアー（2009年 - 横浜、東京、神戸、西脇）
- デュオリサイタル（2014年 - 横浜）
- ルーマニア（2014年 - ブカレスト）
- In Vino Musica（2016年）
- In Vino Musica vol.2（2017年）
- In Vino Musica vol.3（2017年）
- In Vino Musica vol.4（2018年）
- スイスからの風第1弾　横浜（2018年 - スイス）
- In Vino Musica vol.5（2019年）
- 桜の会式典演奏（2019年）
- スイスからの風第2弾　横浜、西脇（2019年 - スイス）
- スイス～ラトヴィアコンサートツアー（2019年 - スイス）
- In Vino Musica vol.6（2019年）
- オーストラリア　GIM社10周年記念式典演奏（2020年 - オーストラリア）
- CD『カレイドスコープ』発売記念コンサート（2021年 - 横浜）
- 名古屋松坂屋　マツカドピアノ記念コンサート（2021年 - 名古屋）
- 横浜市防火防災協会10周年記念式典（2022年 - 横浜）
- スイスリサイタル（2022年 - スイス）
- In Vino Musica vol.7（2022年）
- 結成20周年記念コンサート（2023年 - 横浜）
- ちょっとよりみちライブ（2023年 - 船橋）
- In Vino Musica vol.8（2024年）
- スイスリサイタル（2024年 - スイス）

## ディスコグラフィ

### CD
- 『Joie de Duo～連弾の喜び～』（KCD-2046）[4]
2017年9月29日 - OMF
- 『カレイドスコープ』（GNRS-0031）[5]
2021年6月23日 - Grace Notes Records